# Kapitalbehov
Kapitalbehov avser det kapital som minst krävs för att kunna genomföra ett projekt exempelvis en investering eller utveckling av en ny produkt. Inför ett affärsbeslut är det viktigt att räkna fram kapitalbehovet för att se om projektet är genomförbart. En schematisk beräkning av kapitalbehovet kan se ut som följande: initial kostnad + kapital bundet i varulager + rörelsekapitalbehov + Ev täckning av rörelseförluster + behov av finansiering - aggregerad vinst = kapitalbehovet.